# Desmodium pauciflorum
Desmodium pauciflorum är en ärtväxtart som först beskrevs av Thomas Nuttall, och fick sitt nu gällande namn av Dc. Desmodium pauciflorum ingår i släktet Desmodium och familjen ärtväxter. Inga underarter finns listade i Catalogue of Life.